# 美国联邦法官
美国联邦法官（英語：United States federal judge）是指依照美国宪法第三条经美国总统提名并被聯邦參議院批准的法官。
另外，按照美国宪法，国会不能改变最高法院。国会立法在美国不同地区建立了13个上诉法院（也叫巡回法院）和94个地区法院。这些法院的每个法官都属于联邦法官范畴。这包括了最高法院的首席大法官和陪审法官，上诉法院的巡回法官和地区法院的法官。另外，国际贸易法院的法官依据宪法第三条任命。
其他在联邦法院任职的法官包括破产法院的法官有时也被称为联邦法官，然而他们不是按照美国宪法第三条的规定任命的。这种区别有时是表示说他们不是“第三条法官”，因为这些联邦法官的权力并不来源于美国宪法第三条。

## 任期和薪水
"第三条联邦法官"一般为任职终身。在任何情况下，法官保留他们的职位直到辞职、死亡、弹劾和定罪，或者被更有争议的告知令状免职。因为弹劾流程需要美国参议院来审判，而宪法规定的联邦法官地位除非有四分之三的州批准修改宪法才能改变。不仅如此，宪法禁止国会减少联邦法官的薪水。二十世纪的经验表明国会一般不愿意从它繁忙的时间中抽空来弹劾联邦法官，
截止到2008年1月，联邦法官一年的薪水是169,300美元，上诉法官是179,500美元，最高法院的陪审法官是208,100美元，首席大法官是217,400美元。并且他们都被允许通过教学来获得每年21,000美金的收入。

## 法官人数
联邦法官的总人数是不断变化的，原因有两个。第一，法官退休或死亡，而且在新的法官被任命填补空缺时通常要有一段时间。第二，国会会时不时的在某个特定司法管辖区增加联邦法官数量（也可能是减少），通常是为了适应该地区的人口或工作量的变化。截止到2009年1月，共有3,168人被任命为联邦法官。这里面包括了2,645位地区法院法官，687位上诉法院法官，50位现在已经不存在的巡回法院法官和110位最高法院法官。上述总人数为3492人，这是因为有些上诉法院法官曾被任命为地区法院法官，当然最高法院法官很多以前都曾在上诉法院任职。
现在有866名依照宪法第三条任命的法官——其中最高法院有9名，巡回法院有179名，地区法院有678名。尽管最高法院的法官数量在一个多世纪以来一直保持不变，但巡回法院的法官数量从20世纪50年代以来已经增加了一倍了，而同时地区法院的法官数量更是增加了超过3倍。

## 非宪法第三条规定的法官
不像宪法第三条规定法院法官，非宪法第三条规定的法官任命时都有一定的任期。例如包括美国助理法官和美国破产法院、美国税务法院和联邦索赔法院的法官。

### 引用
1. ↑   (PDF).   [2009-01-23]. （原始内容 (PDF)存档于2007-07-25）.
2. ↑  联邦司法中心 （页面存档备份，存于）.